# Steltstrandloper
De steltstrandloper (Calidris himantopus) is een vogel uit de familie van snipachtigen (Scolopacidae).

## Verspreiding en leefgebied
Deze soort broedt in noordelijk Alaska en noordelijk Canada en overwintert vanaf de zuidwestelijke Verenigde Staten tot zuidelijk Zuid-Amerika.

## Voorkomen in Nederland
Deze Amerikaanse vogelsoort wordt ook regelmatig in West-Europa als dwaalgast aangetroffen. In Nederland is de steltstrandloper in totaal vijf keer gezien.